# A True Gentleman
A True Gentleman (originaltitel: Tam Bir Centilmen) är en turkisk dramafilm som hade premiär på strömningstjänsten Netflix den 26 september 2024. Filmen är regisserad Onur Bilgetay efter ett manus skrivet av Deniz Madanoglu.

## Handling
Filmen kretsar kring en manlig eskort som när han blir kär börjar fundera över vad han egentligen vill och behöver.

## Rollista (i urval)
- Çağatay Ulusoy – Saygin
- Ebru Sahin – Nehir
- Senay Gürler